# Комсомольская (станция скоростного трамвая)
«Комсомо́льская» — станция скоростного трамвая в Волгограде. Своё название получила благодаря одноимённому скверу (по другой версии — улице).

## История
Станция была открыта в ноябре 1984 года в составе первой очереди строительства скоростного трамвая. Название станции дано по располагающемуся рядом Комсомольскому скверу, по другой версии — Комсомольской улице, на которой находится станция.

## Техническая характеристика
Станция по конструкции является колонной мелкого заложения, глубина заложения — 10 метров.
Станция имеет один подземный вестибюль, оборудованный двумя эскалаторами. Из вестибюля пассажиры попадают в подземный переход, связывающий две стороны проспекта Ленина. В нескольких минутах ходьбы от станции расположены железнодорожный вокзал и Аллея Героев.

## Оформление
Станция отделана мрамором. На путевых стенах находятся декоративные вставки из латуни, изображающие знамёна. Неиспользуемая часть станции отгорожена стеной.